# Malagoniella argentina
Malagoniella argentina är en skalbaggsart som beskrevs av Gillet 1911. Malagoniella argentina ingår i släktet Malagoniella och familjen bladhorningar.

## Underarter
Arten delas in i följande underarter:
- M. a. australis
- M. a. cuprea